# Wiązanie kowalencyjne

Wiązanie kowalencyjne w cząsteczce wodoru

Wiązanie kowalencyjne w cząsteczce fluoru

Wiązanie kowalencyjne – rodzaj wiązania chemicznego. Istotą wiązania kowalencyjnego jest istnienie pary elektronów, które są współdzielone w porównywalnym stopniu przez oba atomy tworzące to wiązanie.

## Klasyfikacja wiązań kowalencyjnych
Za wiązania kowalencyjne uważa się zwykle wiązania między dwoma atomami, w których współdzielone elektrony pochodzą (w sensie formalnym) od obu tworzących wiązanie atomów. Oznacza to, że zazwyczaj (tzn. w szkolnym kursie chemii) nie zalicza się do nich wiązań koordynacyjnych, w których współdzielone elektrony mogą formalnie pochodzić tylko od jednego atomu. Jednakże w chemii koordynacyjnej wiązanie koordynacyjne uważane jest za rodzaj wiązania kowalencyjnego. Istnieją również wiązania o charakterze kowalencyjnym, w których nie dochodzi do utworzenia wspólnej pary elektronów – przykładem jest tu wiązanie w cząsteczce H+
2 zawierającej jedynie jeden elektron.
Wiązania kowalencyjne dzielą się na niespolaryzowane i spolaryzowane. Para elektronowa wiązania niespolaryzowanego należy w równym stopniu do obu atomów, natomiast w wiązaniu spolaryzowanym elektrony przesunięte są w kierunku jednego z atomów.
W klasyfikacji wiązań chemicznych wyróżnia czasem się wiązania atomowe, występujące między dwoma atomami tego samego pierwiastka, nie ma jednak powodu uważać je za istotnie różne od wiązań kowalencyjnych tworzonych przez atomy różnych pierwiastków. Wiązania atomowe są (w cząsteczkach dwuatomowych w energetycznych stanach podstawowych) zawsze niespolaryzowane.
Wiązania zaznaczane kreską we wzorach strukturalnych związków chemicznych oznaczają zwykle wiązania kowalencyjne w wąskim znaczeniu oraz atomowe. Wiązania koordynacyjne oznacza się albo strzałkami skierowanymi w stronę akceptora elektronów, albo zwykłymi kreskami (zaznaczając, lub nie, donora i akceptora za pomocą odpowiednio, znaków „+” i „−”).
Według teorii orbitali molekularnych współdzielone elektrony znajdują się na wspólnych orbitalach molekularnych, które powstają w wyniku nakładania się odpowiednich orbitali atomowych. Wszystkie elektrony na wszystkich orbitalach molekularnych tworzą tzw. chmurę elektronową, otaczającą oba połączone atomy. Ze względu na sposób nakładania się orbitali atomowych tworzących orbitale molekularne rozróżnia się wiązania σ i π. Wiązania σ powstają w wyniku czołowego nakładania się orbitali atomowych, zaś wiązania π w wyniku nakładania bocznego.

## Wiązanie kowalencyjne czy jonowe?
Granica między wiązaniami kowalencyjnymi i jonowymi jest płynna. Z formalnego punktu widzenia, przyjmuje się, że wiązania kowalencyjne występują, gdy różnica między elektroujemnościami atomów wynosi nie więcej niż 0,4 w skali Paulinga (wiązanie kowalencyjne niespolaryzowane) lub od 0,4 do 1,7 (wiązanie kowalencyjne spolaryzowane). Wiązania jonowe występują, gdy wzajemna różnica elektroujemności jest większa niż 1,7. Jest to jednak granica bardzo umowna. Inne kryterium związane jest z odległością międzyatomową: wiązanie kowalencyjne jest wtedy, gdy odległość międzyatomowa jest mniejsza niż suma promieni van der Waalsa. Istnieją liczne przykłady związków chemicznych, w których formalnie powinny występować wiązania jonowe, ale w rzeczywistości mają one charakter kowalencyjny (np. we fluorowodorze). Współcześnie o tym, czy dane wiązanie zaklasyfikować jako kowalencyjne, czy jonowe, decydują dokładne pomiary gęstości chmury elektronowej oraz odległości międzyatomowych, dokonywane zwykle metodą rentgenografii strukturalnej.

## Przykłady występowania wiązania kowalencyjnego
Cząsteczki:
- cząsteczka tlenu O2
- cząsteczka dwutlenku węgla CO2

Kryształy:
- diament
- krzem
- german